# Robaki palolo

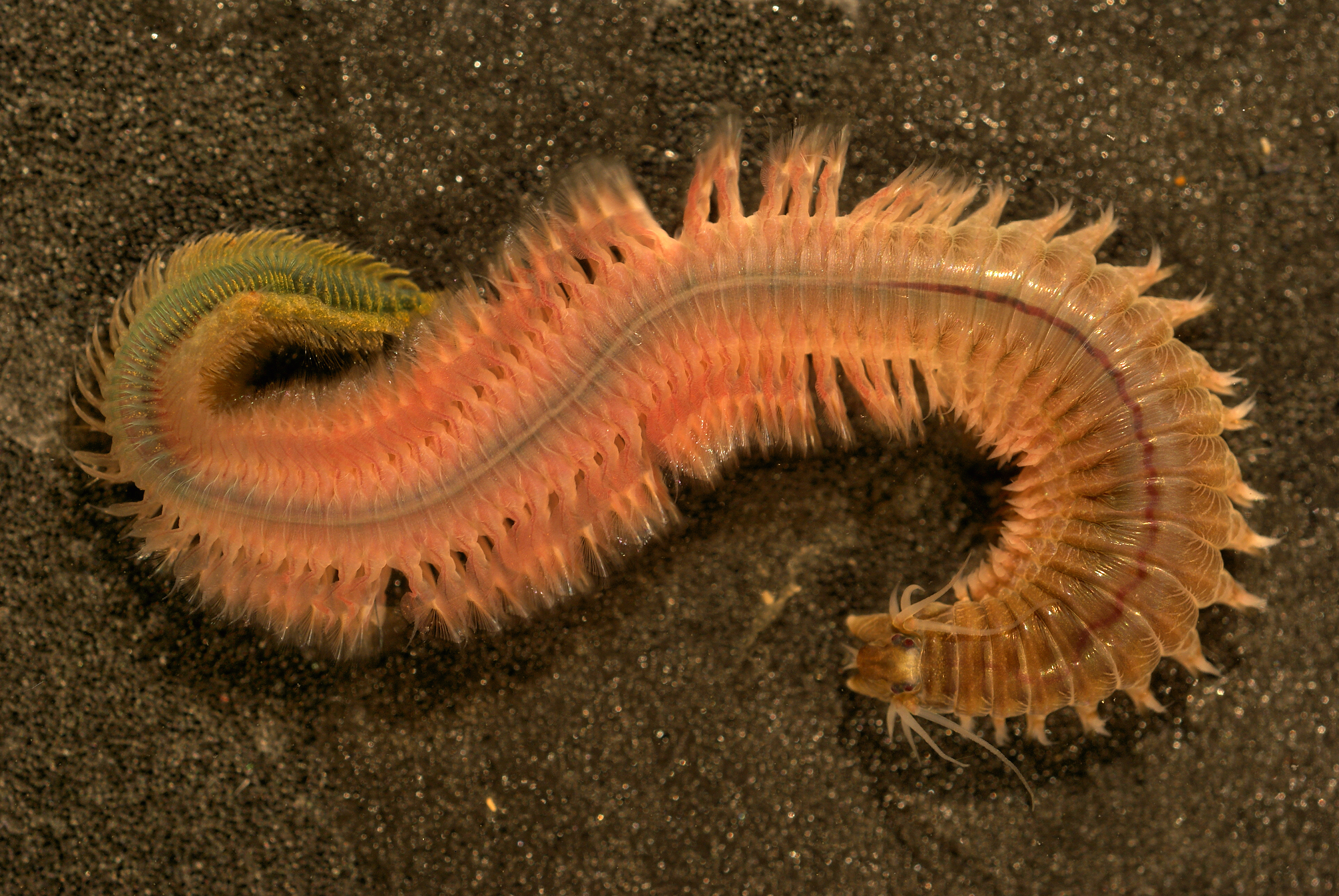
Stadium epitokowe Alitta succinea

Robaki palolo (samoański palolo) – poławiane przez ludność tubylczą strefy subtropikalnej stadia epitokowe niektórych wieloszczetów, głównie z rodzajów Eunice i Palola. Są to przekształcone całe osobniki lub przekształcone i odrzucone, tylne części ich ciał zawierające jaja i plemniki. W czasie masowych wystąpień, ściśle związanych z fazami Księżyca i określanych jako rojenie się robaków, pojawiają się w znacznych ilościach na powierzchni mórz, w pobliżu raf koralowych, gdzie są poławiane w celach konsumpcyjnych przez oczekujących na nie ludzi. Osiągają długość ok. 40 cm. Samice mają niebieskozieloną barwę skóry, a samce czerwoną barwę. 
W wielu regionach uważane są za smakołyk. Spożywane są na surowo, wędzone lub smażone w liściach przez mieszkańców wysp Fidżi, Samoa i Tonga. Okres połowu jest lokalnym świętem o długiej tradycji.
O związku masowych wystąpień robaków palolo z fazami Księżyca naukowcy dowiedzieli się od ludności Samoa w połowie XIX wieku. 
Do najbardziej znanych gatunków robaków palolo należą:
- Palola viridis opisywany też pod nazwą Eunice viridis, występujący w Oceanie Spokojnym,
- Eunice fucata z Morza Karaibskiego.